# Мувитон (кинематограф)

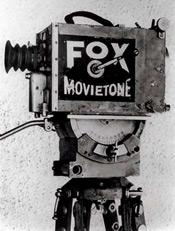
Микст-камера системы «Фокс Мувитон»

Мувитон (англ. Movietone) — одна из первых систем звукового кинематографа с оптической совмещённой фонограммой на киноплёнке. Технология обеспечивает точную синхронизацию звука с изображением, не зависящую от настроек кинопроектора, за счёт использования общего носителя. Дорожка переменной плотности фильмокопий стандарта «Мувитон» пригодна для воспроизведения любым современным кинопроектором, поскольку совпадают как частота проекции, так и смещение точки чтения дорожки относительно проекционного окна.

## История создания
Автором системы «Мувитон» считается Теодор Кейс (англ. Theodore Case), внёсший большой вклад в совершенствование предыдущей технологии «Фонофильм Фореста». Принцип модуляции света, использованный для получения дорожки переменной оптической плотности, был разработан им вместе с помощником Эрлом Спонэблом (англ. Earl I. Sponable) во время Первой мировой войны для морского оптического телеграфа. Основные составляющие, такие как малоинерционные газосветная лампа (англ. AEO-light) и фотоэлемент на основе сульфида таллия, были отработаны этими инженерами в инфракрасной межкорабельной связи ВМС США. После конфликта с Ли де Форестом (англ. Lee de Forest) Кейс и Спонэбл занялись созданием собственной технологии звукового кино на тех же компонентах. Начиная с 1924 года велись разработки специальной микст-камеры, предназначенной для съёмки изображения и записи звука на общую негативную киноплёнку. Первой попыткой была переделка серийного аппарата «Белл-Хауэлл 2709» (англ. Bell&Howell 2709). Более удачная камера была сконструирована и собрана корпорацией Wall Camera, впоследствии известной трёхплёночными киносъёмочными аппаратами для панорамной киносистемы «Синерама».
Главным отличием системы Кейса от стандарта Де Фореста стала увеличенная до 24 кадров в секунду кадровая частота, совпадающая с получившим распространение «Вайтафоном». Кроме того, теперь фонограмма стала опережать изображение на совмещённой фильмокопии, тогда как в «Фонофильме» она отставала. Такое расположение понадобилось для того, чтобы поместить звукоблок камеры и проектора после кадрового окна по ходу плёнки, а не перед ним, как это было раньше. Это решение позволило повысить равномерность движения киноплёнки в районе звукоблока, лучше изолируя этот участок лентопротяжного тракта от прерывистого перемещения в районе проекционной головки. Смещение фонограммы составляло 368 миллиметров или 19,5 кадров, практически совпадая с современным стандартом SMPTE в 21 кадр. Из недостатков технологии самым неприятным было почти квадратное изображение на экране с соотношением сторон 1,16:1. Размещение звуковой дорожки между перфорацией и изображением вынудило разработчиков сузить «немой» кадр 18×24 мм до размера 18×21. Недостаток был устранён в последующих системах с классическим кадром 16×22 мм.
Результатом работ стала система звукового кино, превосходящая все предыдущие. Граммофонная технология «Вайтафон» страдала проблемами синхронизации с изображением, которая была далека от идеальной из-за раздельных носителей. По сравнению с «Фонофильмом Фореста», избавленным от трудностей совмещения звука с изображением, качество звучания системы Кейса было несравнимо более высоким. Возможность съёмки и звукозаписи одним устройством и совместимость с большинством существующих проекторов, позволили технологии быстро потеснить основных конкурентов на рынке звукового кино.

## Коммерческое использование
После покупки в июле 1926 года прав на использование основателем кинокомпании «XX век Фокс» Уильямом Фоксом, технология получила название «Фокс Мувитон». Хотя Фокс уже обладал правами на похожие изобретения Фримана Харрисона Оуэнса и немецкую систему звукового кино «Триэргон», новая технология основывалась только на разработках лаборатории Кейса. В том же году Фокс нанял Эрла Спонсэбла для дальнейшего совершенствования принципов записи.
В течение 1926 года «Мувитон» использован для съёмки нескольких короткометражных фильмов и картины «Сколько стоит победа?» (англ. What Price Glory?) с несинхронной музыкально-шумовой фонограммой. В 1927 году на экраны вышел «Восход Солнца» с таким же звуковым оформлением. Несколько реплик произносились на общих планах, не требующих точной синхронизации. Меньше, чем через год кинокомпания полностью выкупила права на систему, продолжив её использование для всех своих звуковых постановок вплоть до 1931 года. После этого «Мувитон» заменила аналогичная технология компании Western Electric с более прогрессивным модулятором, получившим название «световой клапан». Однако и после этого новостные ролики студии «Movietone News» продолжали снимать в этом стандарте вплоть до 1939 года.